# Giorgio Zur
Giorgio Zur, né le 15 février 1930 à Görlitz dans la République de Weimar et mort le 8 janvier 2019 au Vatican, est un prélat catholique allemand.

## Biographie
Georg Zur étudie la théologie à Rome à l’université pontificale grégorienne où il obtient un doctorat en droit canonique. Le 10 octobre 1955, il est ordonné prêtre. En 1960, il entre à l’Académie pontificale ecclésiastique et rentre au service diplomatique du Saint-Siège. Il accomplit des missions au Mexique (en), au Burundi et en Ouganda (en).
Le 5 février 1979, il est nommé archevêque de Sesta par le pape Jean-Paul II ; il est consacré le 24 février par Son Éminence Villot. Il devient alors pro-nonce apostolique au Malawi (en) et en Zambie. Le 3 mai 1985, il est nommé nonce apostolique au Paraguay (en) puis en 1990, pro-nonce en Inde (en) et au Népal (en).
Il est désigné président de l’académie pontificale ecclésiastique de Rome en 1998 mais quitte ce poste en janvier 2000 après avoir été missionné à Moscou pour représenter le Saint-Siège auprès de la Russie. Cependant, dès octobre 2002, il est muté en Autriche (en). En juillet 2005, il prend sa retraite.
Il meurt le 19 janvier 2019 au Vatican.